# Biodiesel

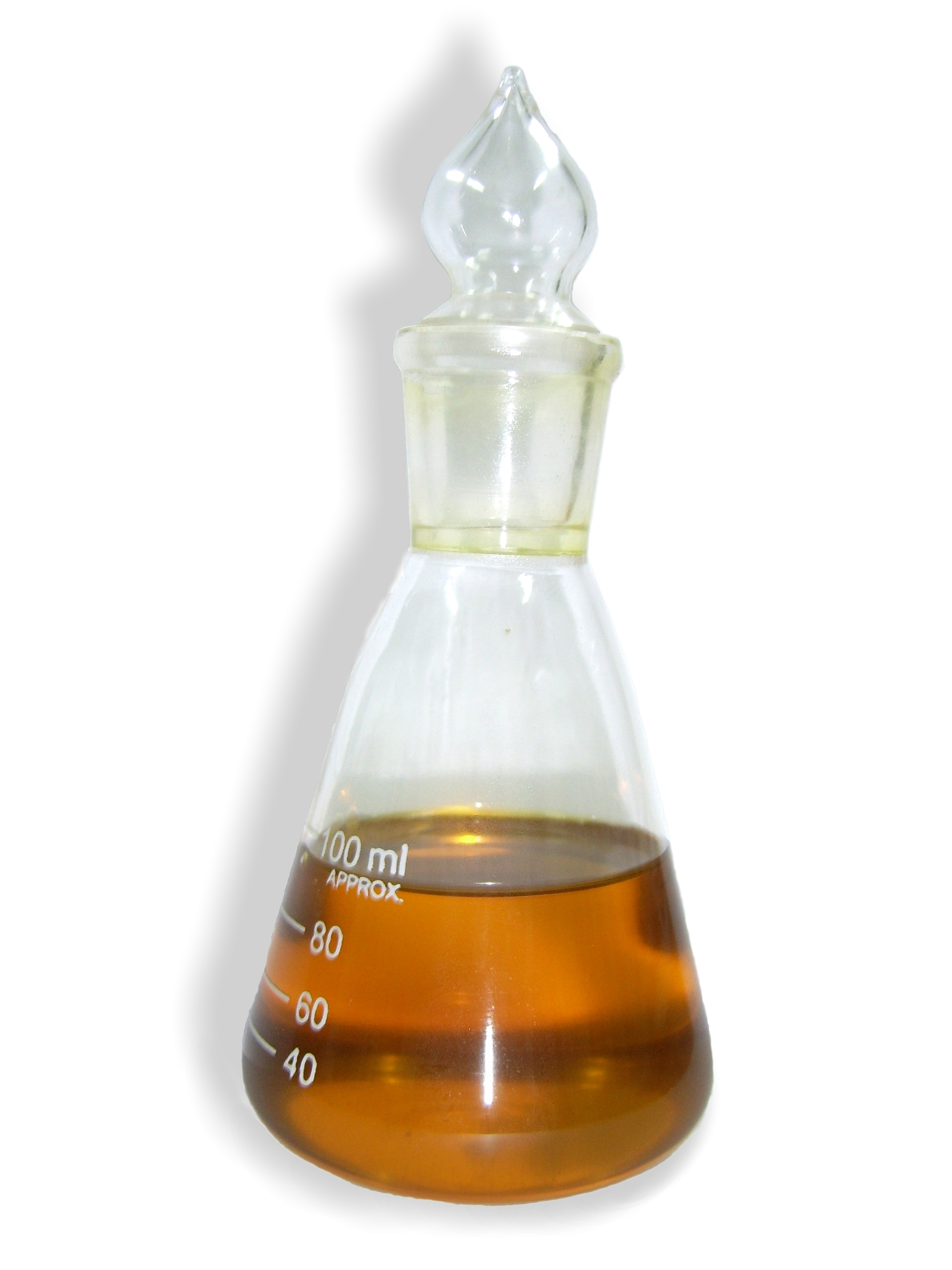
Biodiesel.

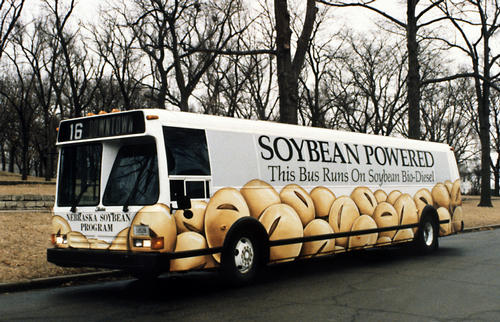
Buss driven av biodiesel.

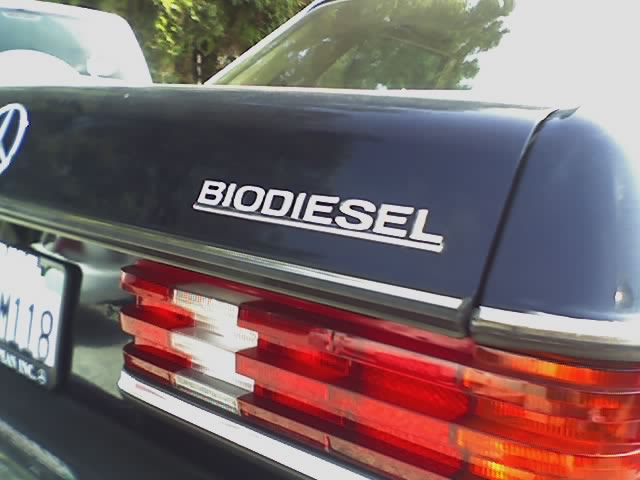
Äldre diesel Mercedes är populära att köra på biodiesel.

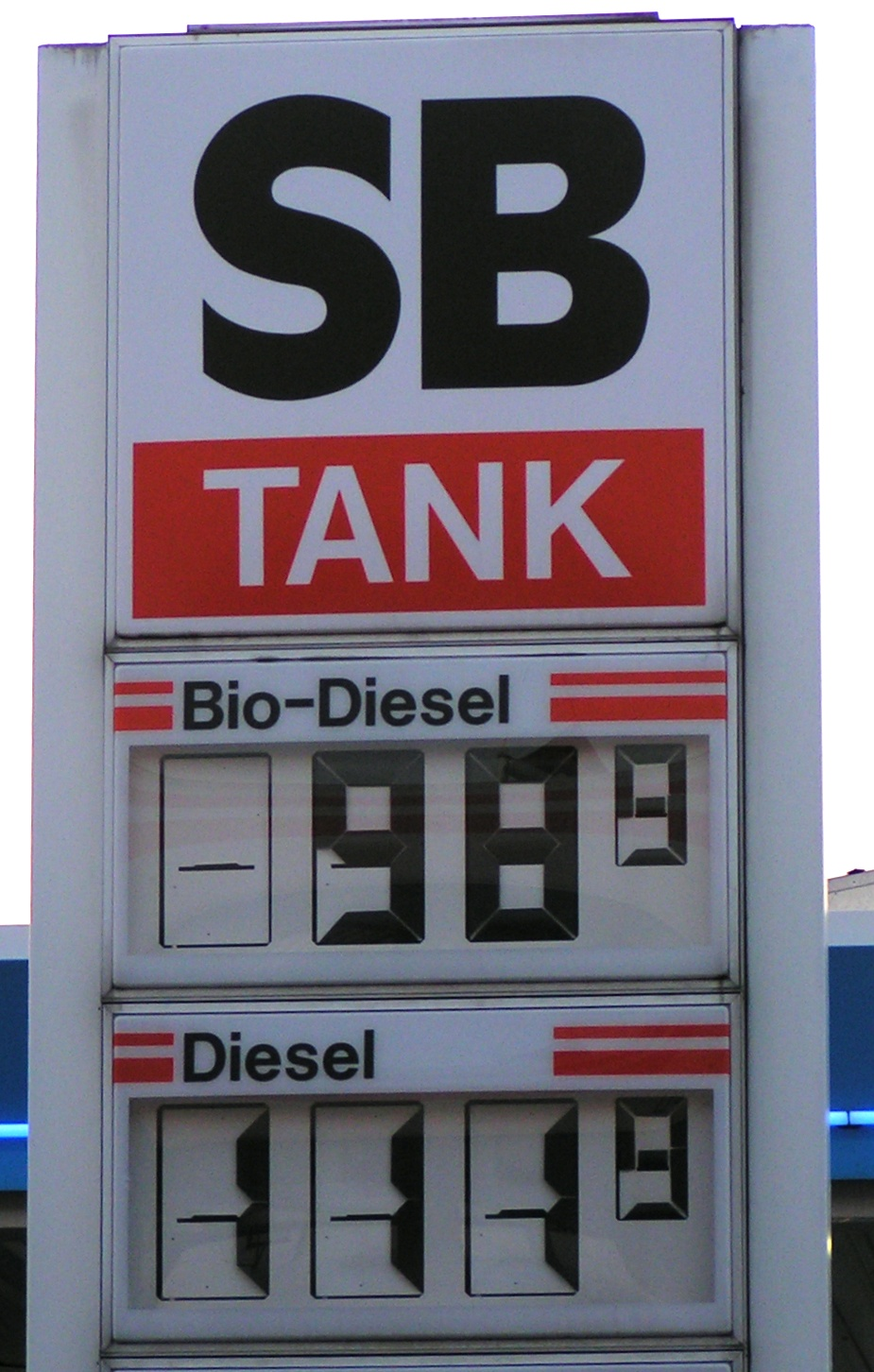
I vissa länder är biodiesel billigare än konventionell diesel.

Biodiesel är ett drivmedel liknande fossil dieselolja, men som inte består av petroleumprodukter. Biodiesel består i stället av långa kedjor av alkylestrar såsom metyl-, propyl- eller etylestrar. Bränslet framställs genom omförestring eller förestring av vegetabiliska oljor eller animaliska fetter (talg), eller dess fettsyror och kan användas (ensamt, eller blandat med konventionell dieselolja) som bränsle i dieselmotorer. 
Biodiesel är biologiskt nedbrytbart och icke-giftigt. Bränslet löser upp vissa typer av gummi, vilket gör det olämpligt att använda i äldre fordon. Efter 1995 bytte biltillverkarna gummiblandning i packningar och slangar och biodiesel kan därför användas i de flesta moderna dieselfordon under förutsättning att det uppfyller gällande normer. Vissa fordonstillverkare tillåter dock inte användning av biodiesel i fordon med partikelfilter.
Tillverkning av biodiesel kan i princip utgå från vilken typ av biologiskt fett som helst. Valet styrs i huvudsak av pris och tillgång på den ursprungliga råvaran. Exempel på produkter som används för tillverkning av biodiesel är raps-, soja-, majs- och palmolja. Det går även att tillverka biodiesel från animaliska fetter såsom ister och talg. En annan användbar råvara är förbrukade fetter från gatukök och restauranger. Dock kommer en begränsning att införas för första generationens biodrivmedel, vilkas råvaror också kan användas som livsmedel.
Valet av råvara påverkar dock bränslets egenskaper, inte minst vid användning i kyla. Vissa råvaror ger ett bränsle som i ren form endast är flytande vid plusgrader. Dessa kan vintertid därför endast användas med tillsatser eller som inblandning i vanlig diesel.

## Användning av biodiesel
| Biodieselanvändning i EU (GWh)          | Biodieselanvändning i EU (GWh) | Biodieselanvändning i EU (GWh) | Biodieselanvändning i EU (GWh) | Biodieselanvändning i EU (GWh) |
| Land                                    | 2005                           | 2006                           | 2007                           | 2015                           |
| --------------------------------------- | ------------------------------ | ------------------------------ | ------------------------------ | ------------------------------ |
| Frankrike                               | 4003                           | 6855                           | 13506                          | 29801                          |
| Tyskland                                | 18003                          | 29447                          | 34395                          | 20579                          |
| Italien                                 | 2000                           | 1732                           | 1621                           | 13280                          |
| Sverige                                 | 97                             | 523                            | 1158                           | 9491                           |
| Spanien                                 | 270                            | 629                            | 3031                           | 9158                           |
| Polen                                   | 152                            | 491                            | 180                            | 7287                           |
| Österrike                               | 920                            | 3878                           | 4270                           | 6901                           |
| Storbritannien                          | 292                            | 1533                           | 3148                           | 6155                           |
| Finland                                 | 0                              | 0                              | n.a.                           | 4296                           |
| Portugal                                | 2                              | 818                            | 1 847                          | 3755                           |
| Tjeckien                                | 33                             | 213                            | 380                            | 2850                           |
| Danmark                                 | 0                              | 0                              | 0                              | 2662                           |
| Belgien                                 | 0                              | 10                             | 1061                           | 2520                           |
| Nederländerna                           | 0                              | 172                            | n.a.                           | 2076                           |
| Grekland                                | 32                             | 540                            | 940                            | 1655                           |
| Rumänien                                | -                              | 32                             | n.a.                           | 1644                           |
| Ungern                                  | 0                              | 4                              | 0                              | 1521                           |
| Slovakien                               | 58                             | 48                             | 151                            | 1377                           |
| Bulgarien                               | -                              | 96                             | 539                            | 1295                           |
| Irland                                  | 9                              | 8                              | 27                             | 1135                           |
| Luxemburg                               | 7                              | 6                              | 397                            | 859                            |
| Litauen                                 | 87                             | 162                            | 477                            | 673                            |
| Slovenien                               | 110                            | 149                            | n.a.                           | 267                            |
| Lettland                                | 29                             | 17                             | 0                              | 195                            |
| Cypern                                  | 0                              | 0                              | n.a.                           | 109                            |
| Malta                                   | 8                              | 10                             | n.a.                           | 56                             |
| Estland                                 | 0                              | 7                              | n.a.                           | 0                              |
| EU                                      | 26110                          | 47380                          | 67154                          | 131826                         |
| Länder utanför EU (GWh)                 |                                |                                |                                |                                |
| USA                                     |                                |                                |                                | 52105                          |
| Brasilien                               |                                |                                |                                | 26969                          |
| Kanada                                  |                                |                                |                                | 3225                           |
| Norge                                   |                                |                                |                                | 1411                           |
| Kina                                    |                                |                                |                                | 1318                           |
| Turkiet                                 |                                |                                |                                | 814                            |
| Indien                                  |                                |                                |                                | 387                            |
| Japan                                   |                                |                                |                                | 111                            |
| 1 toe = 11 630 MWh n.a. = not available |                                |                                |                                |                                |

För användning av biodiesel, se tabellen till höger.

## Blandningar
Blandningar av biodiesel och konventionell diesel är de vanligaste bränslena som används och säljs på dieselmarknaden. Större delen av världen använder ett system kallat "B-faktorn" för att uppge mängden biodiesel i en bränsleblandning. Andelen biodiesel i bränsle anges då med ett B följt av andelen i procent, exempelvis avser B5 ett bränsle bestående av 5 % biodiesel och 95 % diesel. Ren biodiesel kallas därför för B100. Blandningar med 20 % biodiesel och 80 % diesel (B20) kan generellt användas i vanliga dieselmotorer. Biodiesel kan även användas i ren form (B100), men kräver då anpassade motorer för att problem med underhåll och prestanda ska kunna undvikas.

## Produktion
Biodiesel produceras vanligtvis genom transesterfiering eller esterifiering  av vegetabiliska oljor eller djurfett eller respektive fettsyror. Det finns många metoder för att genomföra reaktionen, exempelvis vanlig batchproduktion, överkritiska processer, ultraljud- och mikrovågsmetoder.
Kemiskt sett består biodiesel av en blandning av monoalkylestrar av långa kedjor fettsyror. Den vanligaste formen använder metanol (i kombination med natrium- eller kaliummetoxid) för att producera metylestrar, eftersom metanol som regel är den billigaste alkoholen. Emellertid kan även etanol användas för att framställa biodiesel av etylestrar och ännu högre alkoholer såsom isopropanol och butanol har använts i viss utsträckning. Alkoholer med större molmassa förbättrar biodieselns egenskaper i kyla på bekostnad av en mindre effektiv transesterfieringsreaktion. Den gällande standarden för biodiesel SS-EN 14214 omfattar dock endast biodiesel av metylestrar. För att omvandla grundoljorna till önskade estrar används en produktionsprocess där man transesterfierar eller esterifierar fetterna eller oljorna. Alla fria fettsyror i grundoljan omvandlas antingen till tvål, tas bort från processen eller esterfieras (vilket ger mer biodiesel) med hjälp av en katalyserande syra. Efter den här processen har biodieseln förbränningsegenskaper väldigt lika de hos fossil diesel och kan i dag ersätta den i många sammanhang.
En biprodukt av transesterfieringsprocessen är glycerol. För varje ton biodiesel som framställs, produceras även 100 kg glycerol. Ursprungligen fanns en lönsam marknad för glycerol, något som hjälpte kostnadseffektiviteten hos processen i helhet. Emellertid så har den globala ökningen i produktionen av biodiesel gjort att marknaden för rå glycerol (innehållande 20 % vatten och katalysatorrester) har kraschat. Man bedriver nu forskning för att kunna använda glycerol som en kemisk byggsten. Ett sådant initiativ i Storbritannien är The Glycerol Challenge.

## Miljöpåverkan
Utsläppen från fordon som drivs av biodiesel varierar beroende på hur dieseln har framställts och från vilken råvara. Flera biodrivmedel har kritiserats för att under produktionen och användningen generera större växthusgasutsläpp än om bilen hade körts på bensin eller fossil diesel. Detta är bl. a. ett resultat av användningen av konstgödsel och andra kemikalier samt att skogar, till exempel regnskog, ofta skövlas för att ge plats åt plantager av energigrödor som till exempel oljepalmer till palmoljebaserad biodiesel. Odlingen av energigrödor till framställning av biodrivmedel kritiseras även för att förstöra ekosystem och för att konkurrera ut livsmedelsproduktion i fattigare länder och leda till högre matpriser . 
Framställning av palmolja leder så gott som alltid direkt eller indirekt till att regnskogar skövlas, med stora förluster av biodiversitet och utsläpp av växthusgaser som följd. Speciellt illa är det när regnskogen står på torvmarker som dräneras för att bli åkrar. Dessutom tränger odling av palmolja ut odlingen av livsmedel, vilket ofta leder till att regnskog avverkas för att ge plats för odling av matgrödor .